# Baciami e basta
 Baciami e basta  è un singolo della cantante albanese  Elhaida Dani, pubblicato nel 2013 dalla Universal Records.
Il brano, scritto da April Bender, Peter Thomas e Francesco Silvestre (frontman dei Modà), entra in rotazione radiofonica il 28 giugno 2013 . Il video è stato diretto e prodotto da Calu, nome d'arte di Gianluca Montesano.